# جائزة البرازيل الكبرى 1999
جائزة البرازيل الكبرى 1999 هو سباق فورمولا 1 أقيم بتاريخ 11 أبريل 1999 في البرازيل. كان الثاني من أصل 16 في بطولة العالم لسباقات الفورمولا واحد موسم 1999. حلّ الفنلندي ميكا هاكينن أولا بينما جاء الألماني مايكل شوماخر في المركز الثاني وحصل على المركز الثالث الألماني هاينز هارالد فرينتزين.